# Liliana, Princesa de Réthy
Liliana, Princesa de Réthy (nascida Mary Lilian Baels; Highbury, 28 de novembro de 1916 –  Waterloo, 7 de junho de 2002), mais conhecida como Princesa de Réthy, foi a segunda esposa do rei Leopoldo III da Bélgica.
Sua vida como princesa foi envolta em polêmicas, incluindo uma relação com seu enteado de pouco mais de 20 anos de idade, o então príncipe herdeiro Balduíno, com quem viajava por diversos países da Europa.

## Infância e juventude
Maria Liliana Henriqueta Lúcia Josefina Gislaine Baels nasceu em Highbury, Londres, Inglaterra, como uma descendente de Henri Baels (1878-1951), advogado e comerciante de peixe de Oostende, e de sua esposa, Anne Marie de Visscher (1882-1950), que estavam vivendo na capital londrina durante a Primeira Guerra Mundial. 
Em 1936, Henri Baels tornou-se o Ministro Belga da Agricultura e o rei Leopoldo III o nomeou governador (representante real) da província de Flandres Ocidental. Uma ávida jogadora de golfe e uma visitante regular do curso de golfe de Knokke, Lilian atraiu a atenção do rei Leopoldo, então já viúvo, e os dois tornaram-se frequentes companheiros de golfe. A popular primeira esposa do rei, a princesa Astrid da Suécia, tinha morrido em um acidente automobilístico em 1935, aos vinte e nove anos. Leopoldo, que estava no volante do veículo e perdeu o controle, teria tido a rainha-mãe Isabel da Baviera como cupido. De acordo com uma biografia não-autorizada de Lilian, Isabel convidou a jovem moça para distrair o rei de seus problemas. Os detalhes do galanteio do casal ficaram claros em 2003, quando suas cartas de amor foram divulgadas. 

## Casamento com o rei
Em 1941 Lilian e o rei Leopoldo III se casaram secretamente, tanto no religioso como no civil, o que era proibido ao monarca. Meses depois ficou óbvio que Lilian estava grávida e o casamento foi revelado, o que segundo a revista Mujer Hoy provocou "críticas ferozes" na sociedade belga.
O anúncio público do segundo casamento do rei foi feito em 6 de dezembro de 1941, quando o cardeal Jozef-Ernest van Roey, arcebispo de Mechelen, escreveu uma carta aberta para padres ao redor do país. A carta revelou que a nova esposa do rei seria conhecida como Princesa de Réthy e não como rainha Lilian. Os filhos do casal não poderiam reivindicar o trono, embora tivessem os títulos de Príncipes da Bélgica. O título de Réthy nunca foi aprovado pelo governo, mas era por ele que Lilian era popularmente conhecida, apesar de que, com o casamento, ela ter se tornado oficialmente uma Princesa da Bélgica. 

## Filhos
Leopoldo e Líliana tiveram três filhos:
- Alexandre Emanuel Henrique Alberto Maria Leopoldo (18 de julho de 1942 – 29 de novembro de 2009), príncipe da Bélgica. Foi casado com Léa Wolman. Sem descendência.
- Maria Cristina Dafne Astrid Isabel Leopoldina (n. 6 de fevereiro de 1951), princesa da Bélgica. Seu primeiro marido foi Paul Druker, e o segundo é Jean-Paul Gourgues. Sem descendência.
- Maria Esmeralda Adelaide Liliana Ana Leopoldina (n. 30 de setembro de 1956) princesa da Bélgica. É casada com Salvador Moncada, com quem teve dois filhos.

## Morte

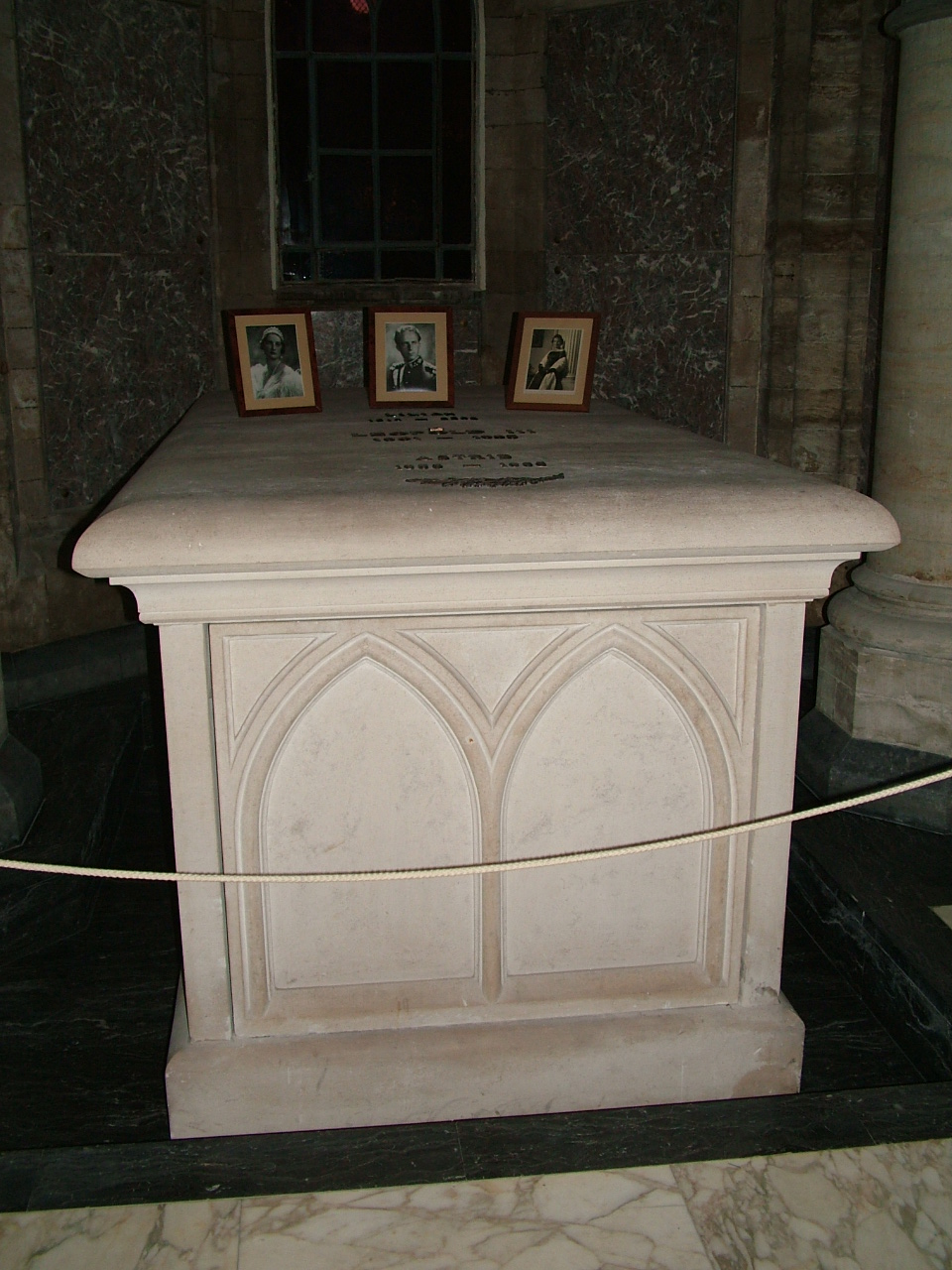
Tumba de Leopoldo III Rei dos belgas e suas esposas, Rainha Astrid e Princesa Liliana.

Lilian da Bélgica morreu aos oitenta e cinco anos e está enterrada em um túmulo real, ao lado de seu marido, na Igreja de Nossa Senhora, em Laeken, Bélgica. Seus enteados e a rainha Fabíola compareceram ao funeral, bem como seu filho e sua filha mais jovem, Maria Esmeralda.

## Polémica
Segundo o Mujer Hoy, a relação de Lilian e Leopoldo nunca foi bem aceita, já que os belgas acreditavam que ela era uma "alpinista social". O portal também reporta que de 1946 a 1954 boatos do romance da princesa com o jovem Balduíno ganharam força, o que desagradou o governo, que obrigou Lilian e Leopoldo a viverem em Argenteuil após o casamento de Balduíno com Fabíola.
Em março de 2019 a publicação dos diários do ex-primeiro-ministro belga, Achille Van Acker, trouxe revelações secretas sobre a relação de Lilian com seu enteado. Segundo o Observador de Portugal, Van Acker teria sido avisado que "Balduíno e Lilian viajaram para Tirol [uma região na Áustria] num comboio noturno e dividiram o compartimento para dormir".
Anos antes, em 2004, sua filha Maria Cristina havia publicado suas memórias onde retratou a mãe como uma mulher "cruel".

## Títulos
- 28 de novembro de 1916 - 11 de setembro de 1941: Miss Mary Lilian Baels
- 11 de setembro de 1941 - 7 de junho de 2002: Sua Alteza Real, a Princesa Lilian da Bélgica, Princesa de Réthy